# Reinwardtia indica
Reinwardtia indica là một loài thực vật có hoa trong họ Linaceae. Loài này được Dumort. miêu tả khoa học đầu tiên năm 1822.